# Decalaminatore
In ambito siderurgico e specificatamente dei trattamenti termici, il decalaminatore è un'apparecchiatura atta alla separazione e recupero della calamina dai liquidi nei quali si deposita durante la fase di trattamento. 
In particolare nei liquidi di tempra (olio o polimeri) e di raffreddamento (acqua) dove i pezzi in trattamento vengono immersi. Attraverso un sistema di pescaggio idraulico il liquido contenente calamina viene inviato al decalaminatore vero e proprio dove un sistema di dischi magnetici trattiene la calamina separandola dal liquido stesso.